# 古市町 (大阪府)
古市町（ふるいちちょう）は、大阪府南河内郡にあった町。現在の羽曳野市の中心部、石川の左岸にあたる。本項では町制施行以前にあった古市村（ふるいちむら）についても述べる。

## 地理
- 河川：石川、大乗川

## 歴史
- 1889年（明治22年）4月1日 - 町村制の施行により、古市郡古市村・誉田村・碓井村・軽墓村の区域をもって古市村が発足。
- 1896年（明治29年）4月1日 - 所属郡が南河内郡に変更。
- 1916年（大正5年）8月1日 - 古市村が町制施行して古市町となる。
- 1956年（昭和31年）9月30日 - 高鷲町・埴生村・西浦村・駒ヶ谷村・丹比村と合併して南大阪町が発足。同日古市町廃止。

## 交通

### 鉄道路線
- 近畿日本鉄道
  - 南大阪線
    - 誉田八幡駅 - 古市駅

### 道路
- 国道170号

## 名所・旧跡・観光スポット・祭事・催事
- 軽里大塚古墳
- 小口山古墳
- 誉田御廟山古墳
- 誉田丸山古墳
- 高屋城
- 高屋築山古墳
- 高屋八幡山古墳
- 墓山古墳
- 二ツ塚古墳
- 向墓山古墳